# Alfonso Parigi il Vecchio
Alfonso Parigi il Vecchio (Firenze, 1535 circa – Firenze, 1590) è stato un architetto e scenografo italiano.

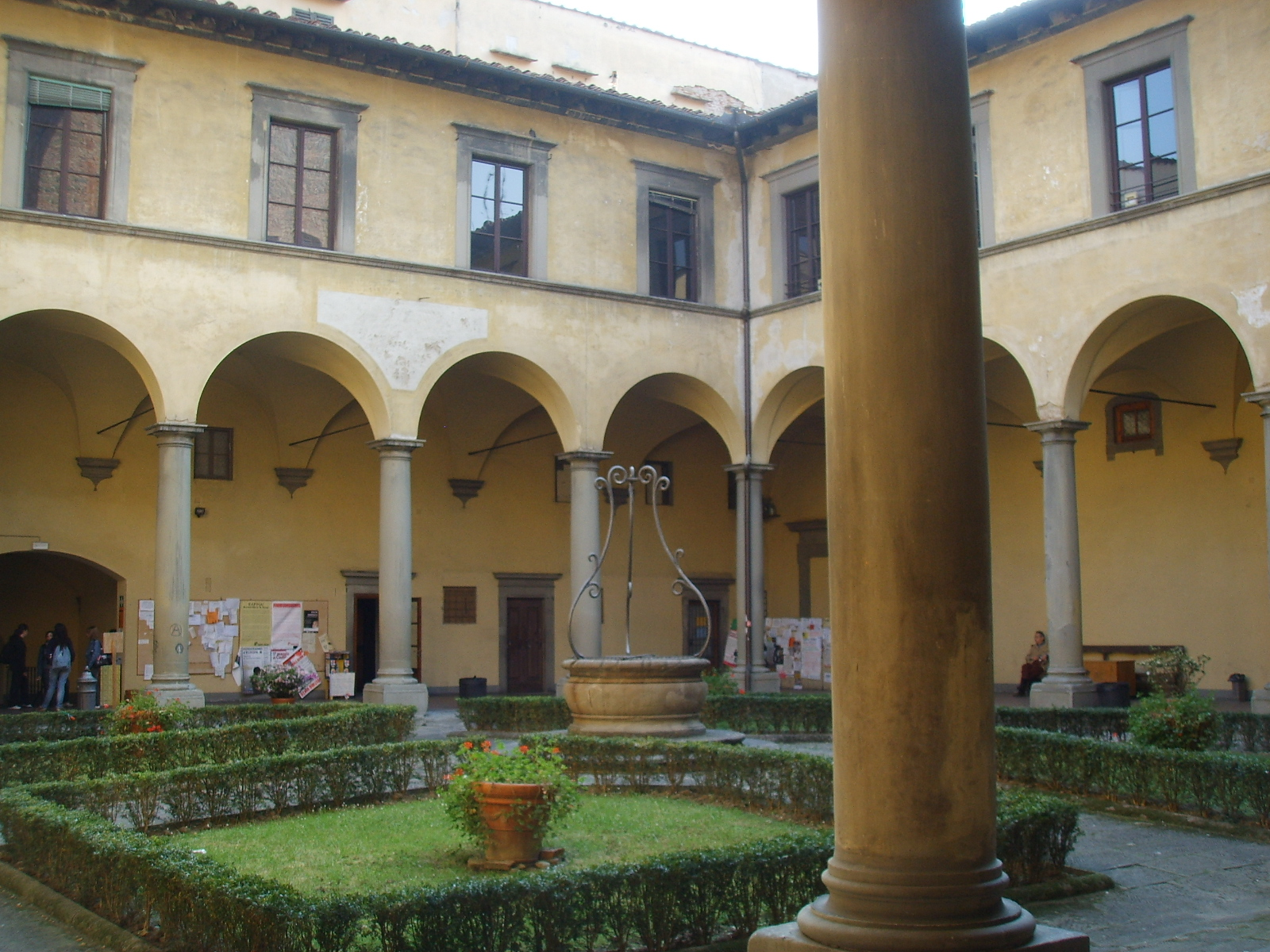
Il chiostro di Santa Trinita

Venne detto il Vecchio per distinguerlo dal nipote Alfonso Parigi il Giovane. Allievo di Bartolomeo Ammannati, con il quale collaborò nella costruzione del Ponte Santa Trinita, cominciò poi a lavorare per la Corte medicea: alla Villa Medicea di Cerreto Guidi sono sue le grandi rampe di accesso e, dopo la morte di Buontalenti completò la fabbrica degli Uffizi e il Palazzo delle Logge a Carrara, iniziate da Giorgio Vasari.
Intorno al 1575 l'architetto realizzò le cappelle laterali della Basilica di Santa Maria delle Carceri con gli altari di severo gusto controriformistico, dal 1575 al 1581 eseguì opere alla Villa Medicea di Poggio a Caiano e nel 1584 costruì il portico del Santuario della Madonna del Soccorso di Prato.
Lavorò anche al palazzo dell'Arciconfraternita della Misericordia (1575-1578), all'Abbazia di Vallombrosa ed al chiostro della Basilica di Santa Trinita (dal 1584), dove portò a compimento alcuni disegni di Bernardo Buontalenti.
Altri lavori furono eseguiti da lui a Palazzo Ramirez de Montalvo e a Palazzo Nasi a Firenze,  .
Fu il padre del famoso architetto Giulio Parigi.